# August Dehnel

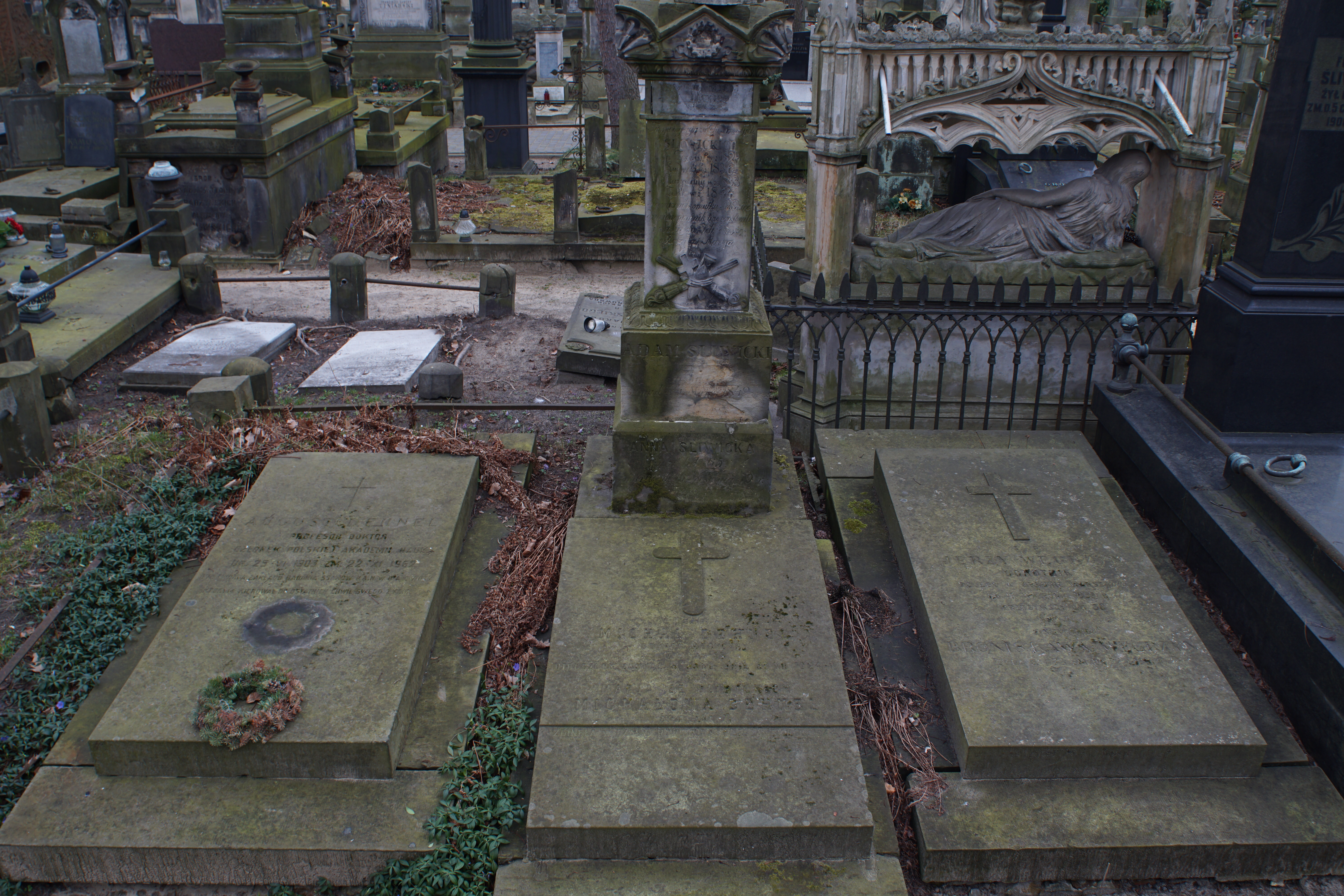
Grób Augusta Dehnela na cmentarzu Powązkowskim

August Gustaw Dehnel (ur. 25 czerwca 1903 w Warszawie, zm. 22 listopada 1962 tamże) – zoolog, myśliwy i sokolnik.

## Życiorys
August Gustaw Dehnel urodził się w Warszawie, rodzinie Michała (1869–1924), lekarza, i Marii ze Śliwickich (1869–1944). W 1914 roku rozpoczął naukę w gimnazjum Konopczyńskiego w Warszawie, w latach 1915–1917 uczęszczał do gimnazjum polskiego w Kijowie. Jako uczeń i ochotnik brał udział w wojnie 1918–1920, a później w powstaniu śląskim. W 1922 roku zdał maturę w gimnazjum im. Stanisława Staszica w Warszawie. W 1926 roku ukończył studia przyrodnicze na Wydziale Filozoficznym Uniwersytetu Warszawskiego, ze stopniem doktora filozofii na podstawie pracy dyplomowej pt. Badania nad rozwojem i genezą potworności złożonych u żółwia błotnego. Podczas studiów i do roku 1928 uczył biologii w gimnazjum A. Jakubowskiej w Warszawie. Po doktoracie otrzymał stanowisko starszego asystenta przy Katedrze Anatomii Porównawczej UW, które pełnił do 1935 roku. Prowadził badania embriologiczno-teratologiczne, faunistyczno-inwentaryzujące oraz z zakresu morfologii dynamicznej. W latach 1936–1939 był pracownikiem Naczelnej Dyrekcji Lasów Państwowych oraz współpracował z Państwowym Muzeum Zoologicznym w Warszawie. Zajmował się sokolnictwem. W czasopiśmie Łowiec Polski opublikował podręcznik sokolnictwa O sztuce układania ptaków drapieżnych do łowów, wydany w formie książkowej w 1937. 
W 1939 roku jako podporucznik rezerwy wziął udział w kampanii wrześniowej. Trafił do niewoli niemieckiej. W obozie jenieckim Groß Born prowadził tajne nauczanie z zakresu biologii w Kole Leśników i Wyższym Studium Nauczycielskim.  
W maju 1946 roku powrócił do Polski i zatrudnił się w Państwowym Muzeum Zoologicznym. W 1948 roku został powołany na zastępcę profesora organizowanej Katedry Anatomii Porównawczej Kręgowców w Uniwersytecie Marii Curie-Skłodowskiej w Lublinie. Habilitował się w 1949 roku w Uniwersytecie Warszawskim na podstawie rozprawy pt. Badania nad rodzajem Sorex L. Wykrył u ryjówek zjawisko przejawiające się zmniejszeniem masy i długości ciała, obniżeniem puszki mózgowej, redukcją masy mózgu oraz innych energochłonnych narządów nazwane później zjawiskiem Dehnela. W 1951 roku otrzymał nominację na profesora nadzwyczajnego UW. Od 1952 roku związany z Puszczą Białowieską, kierownik Zakładu Badania Ssaków PAN w Białowieży. Od 1957 roku był członkiem i przewodniczącym Rady Naukowej Białowieskiego Parku Narodowego. W 1958 roku został członkiem korespondentem PAN oraz członkiem Państwowej Rady Ochrony Przyrody.  
Dwukrotnie żonaty, po raz pierwszy z Wiktorią z Szepelskich h. Ślepowron (1906–1991), po raz drugi od 1925 z Marią Bronisławą z Dalewskich (1901–1942). 
Zmarł w Warszawie, pochowany na cmentarzu Powązkowskim w Warszawie (kwatera 8-4-11,12,13).

## Wybrane publikacje
- O typach rozwojowych wczesnych stadiów u ptaków
- O zjawiskach regulacyjnych w sztucznie rozszczepionych zarodków ptasich
- O sztuce układania ptaków drapieżnych do łowów
- Badania nad rodzajem Neomys Kaup
- Biologia rozmnażania ryjówki (Sorex araneus L.) w warunkach laboratoryjnych
- Zamki na wodzie
- Maleńki ssak o dużej przyszłości
- O sztuce układania ptaków drapieżnych do łowów

## Ordery i odznaczenia
- Krzyż Kawalerski Orderu Odrodzenia Polski[11]
- Krzyż Walecznych (1920)[3]
- Złoty Krzyż Zasługi (28 września 1954)[12]
- Medal 10-lecia Polski Ludowej (22 lipca 1955)[13]

## Nagrody
- Państwowa Nagroda Naukowa III stopnia za pracę Badania nad rodzajem Sorex L, ważne dla rozwoju metod doświadczalnych w nauce, a szczególnie w hodowli (1950)[14]

## Upamiętnienie
W 1964 roku u wejścia do Białowieskiego Parku Narodowego ustawiono głaz z tablicą pamiątkową poświęconą prof. Augustowi Dehnelowi oraz nazwano jego imieniem jedną z sal wykładowych w Collegium Biologicum UMCS w Lublinie. Ponadto imię profesora otrzymał dąb rosnący obok siedziby Zakładu Badania Ssaków PAN.